# Drätselkommission
Drätselkommission era a autoridade económica do Estocolmo em 1862. Ele foi o responsável das finanças e do financiamiento para a cidade. O Drätselkommission foi uma reunião com um governador e outros nove membros, dando um número de dez membros. Ele foi substituído por o Kommunreformen em 1863 por um drätselnämnd.